# ولاد بن سعيد (عرباوة)
ولاد بن سعيد هي إحدى مشيخات المملكة المغربية، تتبع جغرافيا لإقليم القنيطرة وإداريًا لعرباوة. يقدر عدد سكانها بـ 3938 نسمة حسب الإحصاء الرسمي للسكان والسكنى لسنة 2004.